# Jacob Ben Machir ibn Tibbon
Jacob Ben Machir ibn Tibbon (1236 em Marselha? - 1306 Montpellier) foi mais conhecido também por seu nome latino "Profatius Judeus" (Prophatius Judaeus), tio de Samuel ibn Tibbon. Foi um autêntico sábio conhecedor de todas as ciências de sua época, foi médico ("físico") e era muito afamado por sua grande capacidade de tradução nos três idiomas: árabe, hebreu, latim. É conhecido em gnomónica sobretudo por ser o primeiro desenhador do quadrante solar denominado Quadrans vetus ou Quadrans Judaicus (Outros nomes são: rova Yisrael (quadrans Israel)). 
Foi tradutor de muitos tratados de Geometria entre eles estão os livros dos "Elementos" de Euclides, elaborou também tabelas astronômicas e numerosos estudos de medicina.

## Obra

### Traduções
Jacob foi conhecido como tradutor de uma série de trabalhos filosóficos e cientistas traduzidos do árabe ao hebreu. Suas traduções são:
1. Os "Elementos" de Euclides
2. O tratado de Kosta ben Luka sobre a Esfera Armilar
3. "Sefer tem-Mattanot"
4. Um tratado de Autolycus sobre o moviemiento das esferas
5. Três tratados da esfera (Astronomia) de Menelas de Alejandría;
6. "Ma'amar bi-Tekunah," ou "Sefer 'ao Tekunah"
7. Um tratado sobre o Astrolabio
8. Um compendio sobre o "Almagesto" de Ptolomeo
9. "Iggeret tem-Ma'aseh bê-Lua tem-Nira Sofiah"
10. Prefacio à obra de Abraham bar Diyya's
11. Um extracto do "Almagest" sobre o arco do círculo;
12. Um tratado de Averroes denominado compendium Organon